# Muraille d'Assouan

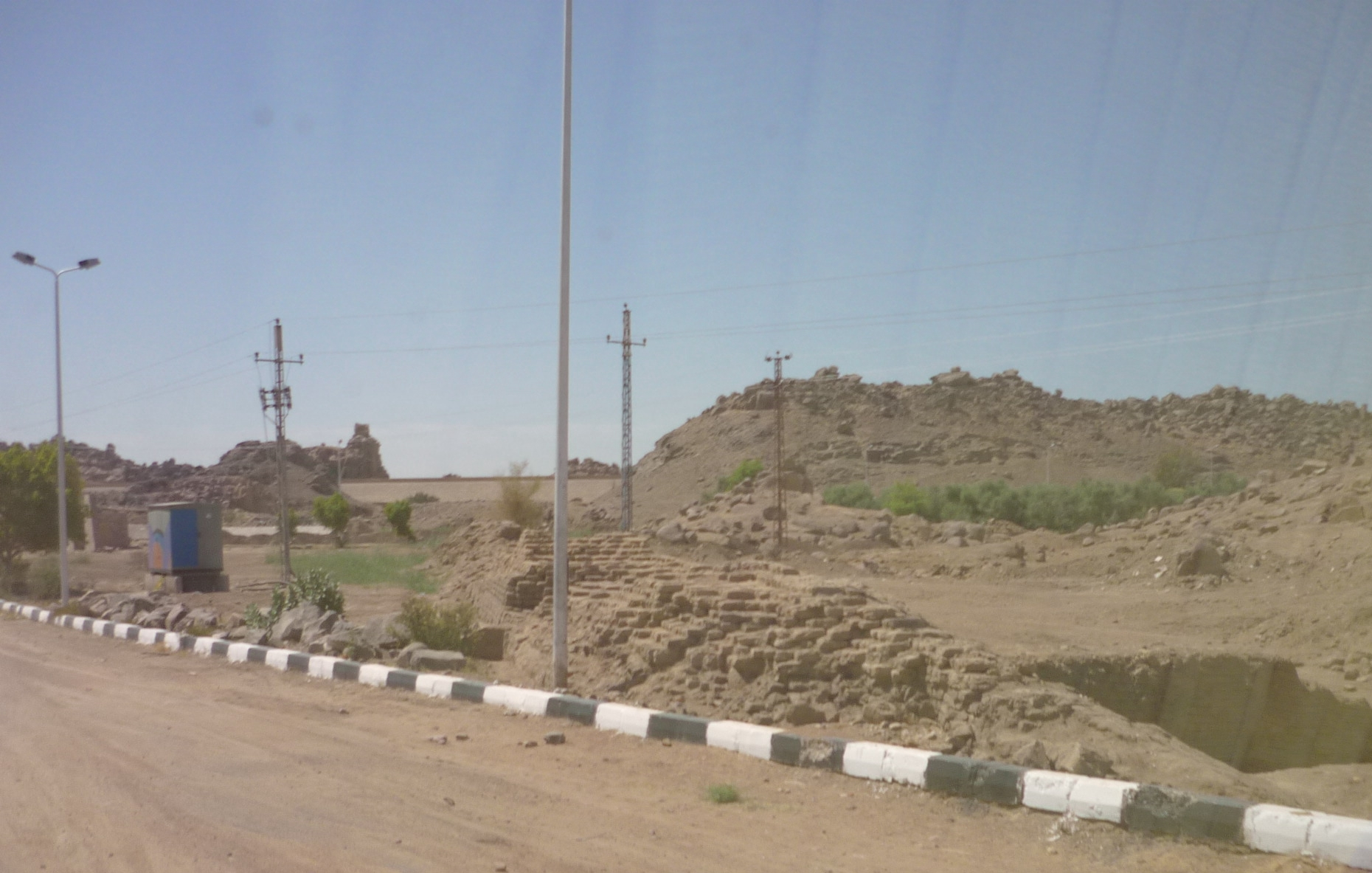
Vue de la muraille d'Assouan au sud de la ville en direction de Philæ.

La muraille d'Assouan est un mur défensif en brique de limon du Nil érigé au cours du Moyen Empire et qui ceinturait la ville antique sur sept kilomètres de longueur.